# محمد الجواد الجزائري
محمد جواد بن علي بن كاظم الجزائري (6 فبراير 1881 - 23 أبريل 1959) ، شاعر، وفيلسوف، وكاتب وثائر عراقي، وأستاذ في الحاضرة العلمية في النجف الأشرف، عرف بمحاربة الإنجليز وجهاده ضدهم، وهو مؤسس أول جمعية إسلامية سرية في العراق.

له حل الطلاسم في الفلسفة وشعر الثورة وديوان وفلسفة الإمام الصادق ونقد الاقتراحات المصرية في تيسير القواعد العربية.

## نسبه ونشأته ودراسته
هو الشيخ محمد الجواد بن الشيخ علي بن الشيخ كاظم بن الشيخ جعفر بن الشيخ حسين بن الشيخ محمد بن الشيخ أحمد (صاحب كتاب آيات الأحكام) بن الشيخ إسماعيل الأسدي الجزائري، من قبيلة بني أسد القبيلة العربية المعروفة.
ولد في النجف يوم 15 ربيع الأول من عام 1298هـ الموافق 6-2-1881 م، وبها نشأ بين أسرته، درس العلوم العربية والرياضيات والأصول والفقه والفلسفة على أخيه الشيخ عبد الكريم، والشيخ محمد كاظم الخراساني، والشيخ عبد الهادي شليلة، والسيد محمد الفيروزآبادي، والشيخ آغا ضياء الدين العراقي، والسيد أبو الحسن الأصفهاني، والشيخ علي رفيش، والشيخ مهدي الأشتياني، والميرزا أحمد الأشتياني، والشيخ نعمة الله الدمغاني. والتزم التدريس في هذه المعارف، وقد تجمع حوله كثير من الطلاب للاستفادة من علومه، وكان أسلوبه يتميز بالفصحى حتى في حواره الاعتيادي.

## جهاده ضد الإنجليز
ساهم الجزائري في الدفاع عن كيان الوطن عند هجوم المستعمر البريطاني، فقد حارب الإنجليز في الحرب العالمية الأولى، ثم أسس ورفاقه جمعية سرية إسلامية بعد الاحتلال البريطاني للعراق أطلق عليها اسم (جمعية النهضة) وهي أول جمعية سرية في العراق، عملت على طرد المستعمر، وهيأت لثورة النجف عام 1918.
اعتقل في معتقل (أم العظام) ببغداد، وعذب وسجن، ثم نقل إلى الشعيبة مكبلاً بالحديد، ونفي وسجن سنة وعشرة أشهر. ثم تدخل محمد تقي الشيرازي فكتب إلى الشيخ خزعل أمير المحمرة والأحواز ليطلق سراحه.
عاد إلى النجف واشترك في الثورة العراقية الكبرى ضد الإنجليز، وقاد جبهات الفرات الأوسط المسلحة، وضرب الحصار على الإنجليز في مدينة الحلة، فحكم عليه بالإعدام من قبل الاستعمار البريطاني، وأسموه (الخصم العنيد)، فالتجأ إلى جبال حمرين، حتى صدر العفو العام عن الثوار.
استمر في جهاده ضد الإنجليز بعد ذلك، حيث حاول المستعمر البريطاني تفكيك الوحدة العراقية وتقسيم البلاد إلى دولتين: شمالية وجنوبية، فبذل الجزائري كل طاقته ليحث الطرفين على الوحدة، وألقى قصائد حماسية في ذلك، حتى بدد حلم المستعمر، واستمر في رعاية مصالح الشعب ومحاربة المستعمرين وأذنابهم الخونة حتى آخر حياته، وهو مع كل ذلك مستمر في عمله في التدريس..

## ثورة في المحيط العلمي
أفنى الجزائري أكثر عمره في التدريس، ولا سيما الحكمة، فقد كان بارعاً فيها، ذا ملكة جدلية ومنطق فصيح، وله مؤلفات في الفلسفة لم تطبع، وقد رأى الجزائري من خلال روحه المتمردة على كل القيود البالية أن المحيط العلمي في رتابة، فاشترك في انطلاقة الوعي من أجل التجديد، فراح يناقش الآراء بصراحة، ويعطي أمثولة في الجرأة على النقد البريء والصراع العلمي المثمر، ولعل كتابه في تيسير علوم العربية خير مثال على ذلك.

## شعره
يتميز الجزائري بكونه شاعراً مطبوعاً صادق الشعور نبيل العاطفة، يتسم شعره بالحماس والنقد البناء والدعوة إلى التجمع المنهجي، وشعره مليء بالحكم والأسلوب الفلسفي، وقد تناول في شعره شتى الفنون، وكان يؤجج الثورات بقوافيه.

## وفاته
توفي في النجف يوم الاثنين 15 شوال 1378هـ، الموافق 23-4-1959م، وخلف ولده الشيخ عز الدين الجزائري.

## آثاره الشعرية
- حل الطلاسم.
- ديوان الجزائري.

## آثاره النثرية
- فلسفة الإمام الصادق.
- نقد الاقتراحات المصرية في تيسير العلوم العربية.

## مما قيل فيه
- قال فيه الشاعر محمد رضا الشبيبي:

| محمد الجواد الجزائري | عرفت في الأستاذ الفقيد شاعراً مطبوعاً صادق الشعور، نبيل العاطفة، تناول في شعره فنوناً شتى أخلاقية واجتماعية، وحماسية وغير ذلك... عرفته مجاهداً عاملاً في الثورة العراقية الكبرى (1920) شهد ميادين الجهاد بنفسه، وخاض الملاحم في سبيل الله والوطن.. وله في استنهاض الهمم والحث على الجهاد والدفاع عن حوزة البلاد قصائد عدة... كان رحمه الله من ألد خصوم السياسة الاستعمارية الغاشمة في جميع أدوار حياته، لم ينخدع ولم تغره المغريات... ولعل الخلق القويم والطبع المستقيم أسمى ما عرفته في الفقيد، فقد كان مثالاً حياً في الشمم والإباء والزهد فيما يرغب فيه ضعفاء النفوس.. عاش شريفاً، ومات صابراً كريماً. | محمد الجواد الجزائري |

- قال فيه العلامة آغا بزرك الطهراني:

| محمد الجواد الجزائري | لقد كان العلامة الكبير والمجاهد المعروف الشيخ محمد الجواد الجزائري مثالاً صادقاً للإخلاص ونكران الذات، فقد كتب ونظم وألف ودرّس وجاهد وناضل وهو لا ينتظر جزاءً ولا يبتغي أجراً، وكان رائده في ذلك كله الخدمة والمصلحة العامة. ولقد عُرف بذلك منذ بداية أمره بين مختلف طبقات النجف، ولا سيما الأوساط العلمية والأدبية، ولذلك كانت له مكانة سامية يغبطه عليها أشراف الناس. | محمد الجواد الجزائري |

- قال فيه الأديب صدر الدين شرف الدين:

| محمد الجواد الجزائري | وأشهد أن الشيخ محمد جواد الجزائري كان وجهاً من أشرق وجوهنا القيادية في ميداني الثقافة والنضال، وكانت الأصالة ميزة نشاطاته المتعددة المظهر، المتحدة الروح في فروع ميدانيه الكبيرين ومسالكهما المختلفة، وكانت هذه الميزة ذاتها باباً لشخصية فذة جعلت منه تعبيراً كاملاً صادقاً عن مرحلة من تاريخنا أعظم بها في ميزان التطور والارتقاء. | محمد الجواد الجزائري |

## وصلات خارجية
- صفحة الشاعر في معجم البابطين
- قصائد للشاعر

## هوامش
1. ↑  إميل يعقوب (2009). معجم الشعراء منذ بدء عصر النهضة (ط. الأولى). بيروت: دار صادر. ج. المجلد الثالث ل - ي. ص. 1017.
2. ↑  التميمي، جعفر صادق حمودي؛ معجم الشعراء العراقيين، بغداد 1991م.
3. ↑  التميمي، المصدر السابق.
4. ↑  الجزائري، محمد الجواد، حل الطلاسم، ط3 بيروت 1970، مقدمة الديوان عن الملحق الأسبوعي لصحيفة الجمهورية البغدادية ع83 في 27-4-1967
5. ↑  الجزائري، محمد الجواد؛ ديوان الجزائري، ، مكتبة الاتحاد، بيروت 1970.
6. 1 2 3 4 5 6 7 8  الجزائري، الديوان.
7. ↑  الجزائري، حل الطلاسم.